# فريدي براون (لاعب كريكت)
فريدي براون (16 ديسمبر 1910 في بيرو - 24 يوليو 1991 في المملكة المتحدة) (بالإنجليزية: Freddie Brown) هو لاعب كريكت بريطاني. شارك مع منتخب إنجلترا للكريكت.

## وصلات خارجية
- فريدي براون على موقع إي آس بي آن كريك إنفو (الإنجليزية)